# Karl-Josef Müller
Karl-Josef Müller (* 31. März 1937 in Ostwig; † 20. April 2001 in Mainz) war ein deutscher Komponist und Musikwissenschaftler.

## Leben
Müller studierte nach dem Abitur am Humanistischen Gymnasium der Benediktiner in Meschede Schulmusik, Musikwissenschaft und Musikpsychologie an der Johannes-Gutenberg Universität in Mainz u. a. bei Ernst Laaff, Arnold Schmitz, Werner Fussan und Albert Wellek. Parallel dazu widmete er sich kompositorischen und analytischen Studien bei Werner Fussan und Mauricio Kagel und veröffentlichte Beiträge und Schriften über die Musik des 20. Jahrhunderts.
1969 promovierte er bei Hellmut Federhofer zum Dr. phil.
1976 wurde Müller zum Professor für Gruppenimprovisation und Musiktheorie nach Berlin berufen, 1978 zum Professor für Komposition und Musiktheorie an der Hochschule für Musik und Darstellende Kunst Frankfurt am Main. Daneben nahm er Lehraufträge an den Universitäten Bonn und Mainz wahr.
Müller erhielt Preise und Aufträge öffentlicher Institutionen wie etwa des Kultusministeriums Rheinland-Pfalz, des Südwestrundfunks, der Bach-Gesellschaft oder der Associazone Amici della Musica Sacra Rom.
Bis zur ordentlichen Mitgliedschaft in der GEMA war er Vertreter der außerordentlichen und angeschlossenen Mitglieder und in dieser Eigenschaft Mitglied der Wertungskommission.
1990 gründete Müller den Wettbewerb „Jugend komponiert“ in Rheinland-Pfalz und 1992 in Zusammenarbeit mit dem Kultusministerium Rheinland-Pfalz und dem Landesmusikrat das „Landesjugendensemble für Neue Musik“, das bis dahin einzigem Ensemble dieser Art in der Bundesrepublik, in der junge Musiker unter Anleitung von Dirigenten Erfahrungen mit zeitgenössischer Musik sammeln konnten.
Im Juni 2000 wurde Lauda Sion Salvatorem anlässlich des 80. Geburtstag von Papst Johannes Paul II. in der römischen Kirche S. Ignatio, die ca. 3000 Zuhörer fasst, uraufgeführt. Es handelte sich um ein Auftragswerk der Associazione Internazionale Amici della Musica Sacra. Der Mittelteil Magnificat wurde am Vortag in der Sixtinischen Kapelle vor hohen Würdenträgern des Vatikans uraufgeführt. Dem Heiligen Vater wurde die Original-Partitur mit Widmung des Komponisten überreicht.
Im Anschluss wurde in der St. Georgs-Kathedrale in Jerusalem die Kantate Lobet den Namen des Herrn uraufgeführt. Dem Metropoliten von Jerusalem wurde ein Exemplar der Partitur überreicht.

## Veröffentlichungen
Müller widmete sich fast ausschließlich der Musik des 20. Jahrhunderts und veröffentlichte musiktheoretische Untersuchungen. Neben Beiträgen über Krzysztof Eugeniusz Penderecki, György Sándor Ligeti, Bernd Alois Zimmermann und Isang Yun in Fachzeitschriften und Festschriften erschienen 1973 Informationen zu Pendereckis Lukas-Passion (Diesterweg), 1974 drei Beiträge in Perspektiven Neuer Musik (Schott) und 1988 die  Monographie Gustav Mahler. Leben-Werk-Dokumente (Schott-Piper). Darüber hinaus war er Herausgeber des Berichts über das 3. Europäische Komponisten-Symposion Europäische Gegenwartsmusik – Einflüsse und Wandlungen (Schott, 1984) sowie des von ihm 1993 organisierten Interdisziplinären Forums Chaos und Zufall der Johannes Gutenberg-Universität Mainz.
Zu kompositionstheoretischen wie ästhetischen Fragen zeitgenössischer Musik verfasste Müller mehrfach die Manuskripte für Sendungen des Hessischen und Westdeutschen Rundfunks, des Südwestrundfunks sowie des Deutschlandfunks.

## Werkverzeichnis 1966–2001

### Klaviermusik
- Sechs Stücke (1967): SV
- Humoris causa (1989), für zwei Klaviere: CM9654
- Diario Veneziano (1996), für Klavier mit Prolongement-Pedal: EG479

### Kammermusik
- Stati (1973), für Flöte, Viola, Gitarre, Klavier, Vibraphon und Schlagzeug: SV
- Tempora mutantur (1974),  für Flöte, Violoncello, Klavier und Tonband: SV
- Toccata (1976) für Orgel: SV
- Inventar (1977), a. für Horn, Violine und Klavier: SV
- Inventar (1998), b. für Klarinette, Viola und Klavier: CI001
- Streichquartett Nr. 1 (1978): SV
- Mobile (1988),  a. für drei Violoncelli: EG242; b. für zwei Violinen und Viola: EG252
- Szene II (1990/91), Streichquartett Nr. 2: EG327
- Essay (1991), für Klarinette, Viola, Gitarre, Klavier, Vibraphon und Schlagzeug: EG339
- Pièces Satiriques (1997), für Klarinette, Fagott, Trompete, Posaune, Violine, Violoncello und Kontrabass: CI002
- Ipecacunha (1997/98), für Klarinette, Violine, Viola, Violoncello und Klavier: CI003

### Orchesterwerke
- Siluetas (1975), für großes Orchester: SV
- I have so little Time (1976), für Streicher, Schlagzeug und Tonband: SV
- Ballade (1986), für großes Orchester: EG147
- Szene III (1991), für Kammerensemble oder Kammerorchester: EG328
- Portrait mit Ives (1994/95), für großes Orchester in 8 Gruppen: EG465
- Conductus (1999), für großes Orchester mit Sopran und Alt: CI004
- Gesti (2000), für großes Orchester: CM9654

### Konzerte
- Sonata y desrucciones (1979), für Klavier und Kammerorchester: SV
- Konzert (1999), für Violoncello und Orchester: CI005
- Adagio (2000), für Violoncello und Orchester: CM9650

### Vokalwerke (mit Instrument)
- Expressis Verbis (1976) für 16 Stimmen, Instrumentalensemble und Tonband: SV
- Psalm 130 (1978) für Doppelchor, Bläser, Orgel und Tonband: SV
- Feuersignale über Abgründe geblinkt (1982) für Bariton, gemischten Chor und Kammerorchester: SV
- Omnia translata omnia (1987) für Männerstimmen und 2 Klaviere: Schott Verlag
- Dafnis-Gesänge (1987) für Sopran, Bariton, gemischten Chor und Orchester: EG146
- Der Besuch (1988) Melodram f. Sprecher, Sopran und 12 Instrumente (Carl Einstein): CI006
- Abschied und kühles Verwehen (1991) für mittlere Stimme, Klarinette, Viola, Gitarre, Klavier, Vibraphon und Schlagzeug: EG338
- Vier Lieder (1997/98) für mittlere Stimme und großes Orchester (John Keats): CI007
- Lauda Sion für Sprecher, Alt, Sopran, gemischten Chor und Orchester: CM9626
- Hymnus (2000) für Sopran, Alt, Männerchor und Orchester:CM9649

### Vokalwerke (a cappella)
- Zwei Chöre auf Texte von Georg Heym (1966) für 4-stg.gem. Chor: SV
- Benedictus (1980) für 16-stg. gem. Chor, Schola und Tonband: SV
- Die Walnußschale mit der Vogelfeder (1984) für 8.stg. gem. Chor: Tonger Verlag
- Ein Lied aus vergangenen Zeiten (1984) für 8-stg. Männerchor: Tonger Verlag
- De Profundis (1986) für 8-stg. Männerchor: Hochstein Verlag
- Te Deum (1986) für 8-stg. Männerchor: Hochstein Verlag
- Ständchen (1988) für 4-stg. gem. Chor: Hochstein Verlag
- Gruss (1988) für 4-stg. gem. Chor: Hochstein Verlag
- Liebeswünsche (1988) für 4-stg. gem. Chor: Hochstein Verlag
- Veni Creator Spiritus (1989) für 8-stg. Männerchor: Kurpfalz Verlag
- Psalterion (1989) für 8-stg. Männerchor: Kurpfalz Verlag
- Magnifikat (1999) für 8-stg. gem. Chor:CM9585
- Missa Sancti Martini (2001) für 8-stg. gem. Chor, Kyrie, Gloria; Sanctus, Agnus Dei: CM9653

EG = Edition Gravis, Bad Schwalbach, CI = Cappella Musikverlag Gera, CM = Cappella Musikverlag Gera